# Голвеј (округ)
Округ Голвеј (енгл. County Galway, ир. Contae na Gaillimhe) је један од 32 историјска округа на острву Ирској, смештен у његовом западном делу, у покрајини Конот.
Данас је округ Голвеј један од 26 званичних округа Републике Ирске, као основних управних јединица у држави. Седиште округа је истоимени град Голвеј, који је управно издвојен из округа, али и даље врши улога окружног седишта.

## Положај и границе округа
Округ Голвеј се налази у западном делу ирског острва и Републике Ирске и граничи се са:
- север: округ Мејо,
- североисток: округ Роскомон,
- исток: округ Офали,
- југозапад: округ Типерари,
- југ: округ Клер,
- запад: Атлантски океан.

## Природни услови
Голвеј је по пространству један од највећих ирских округа - заузима 2. место међу 32 округа. Округу припадају и Аранска острва. 
Рељеф: Округ Голвеј се састоји две сасвим различите целине. Западни део округа је брдско-планински, а ту се и налази највиши врх округа, Бенбон, висок 729 м. Најпознатија планина је Твелв Бенс. Источни део округа је равничарски, надморске висине 50-100 м. Стога је округ познат као пољопривредно подручје.
Клима Клима у округу Голвеј је умерено континентална са изразитим утицајем Атлантика и Голфске струје. Стога град одликује блага и веома променљива клима.
Воде: Округ Голвеј је богат водама. Округ има дугу обалу ка Атлантику на западу и југозападу. Постоји више мањих река, од којих је најпознатија река Кориб, је отока истоименог језера. У округу постоји и низ језера, од којих су највеће и познатије језеро Кориб, истовремено и друго по величини у Ирској.

## Становништво
По подацима са Пописа 2011. године на подручју округа Голвеј живело је око 250 хиљада становника, већином етничких Ираца. Ово је за 80% мање него на Попису 1841. године, пре Ирске глади и великог исељавања Ираца у Америку. Међутим, последње три деценије број становника округа расте по стопи од приближно 1% годишње.
Густина насељености - Округ Голвеј има густину насељености од око 40 ст./км², што је за трећину мање од државног просека (око 60 ст./км²). Источни и јужни делови округа је боље насељени него запад.
Језик: Око 20% окружног становништва насељава тзв. Подручја ирског језика (западни део округа), где је једино ирски језик у званичној употреби. У остатку округа се равноправно користе енглески и ирски језик.